# George Albert Boulenger

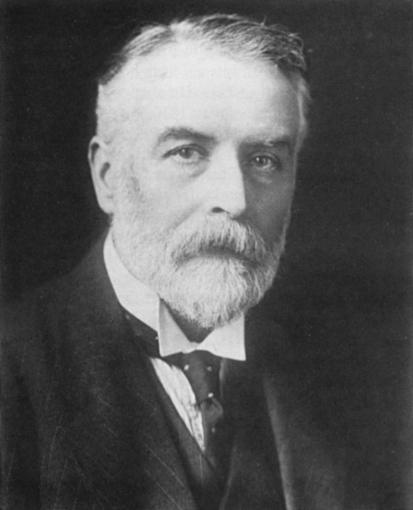
George Boulenger

George Albert Boulenger (* 19. Oktober 1858 in Brüssel, Belgien; † 23. November 1937 in Saint-Malo, Frankreich) war ein belgisch-britischer Zoologe (Herpetologe, Ichthyologe). Als Herpetologe beschrieb er 573 neue Reptilien-Arten und nimmt damit den Spitzenplatz unter allen Herpetologen ein.

## Leben und Wirken
Boulenger war der einzige Sohn des belgischen Notars Gustave Boulenger und Juliette Piérart de Valenciennes. 1876 schloss er sein Studium der Naturwissenschaften an der Freien Universität in Brüssel ab und arbeitete eine Zeit lang als wissenschaftlicher Assistent am Naturgeschichtlichen Museum in Brüssel. In dieser Zeit befasste er sich mit dem Studium von Amphibien, Reptilien und Fischen. Zudem pflegte er enge Kontakte zum Muséum national d’histoire naturelle in Paris und zum British Museum in London.

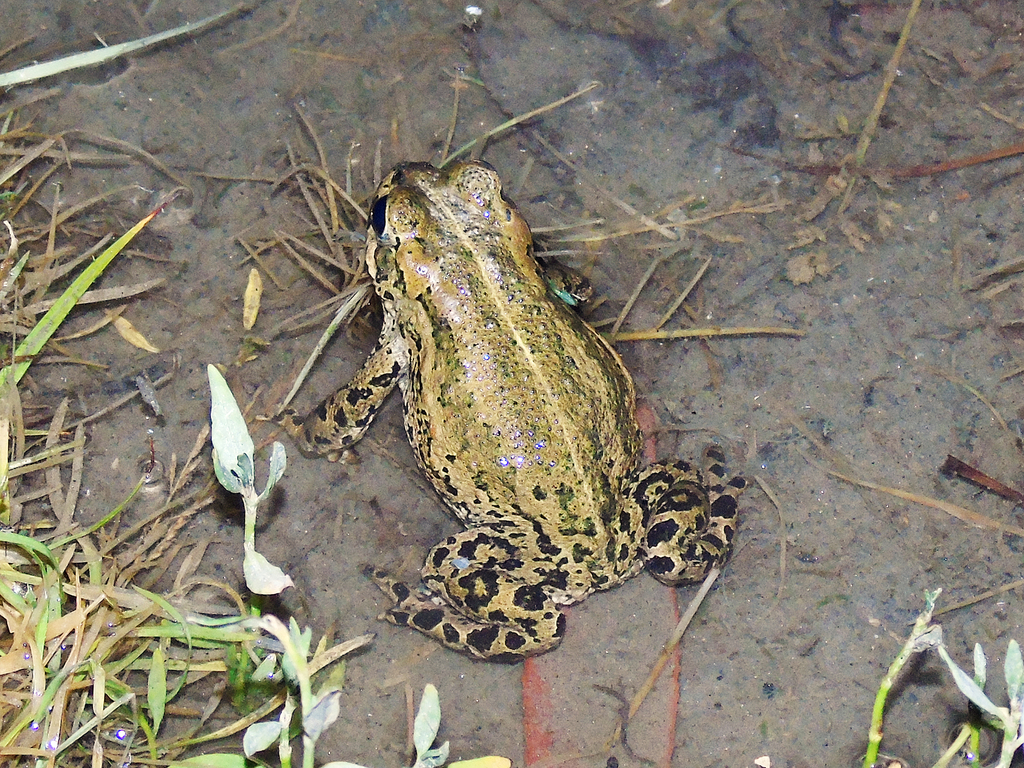
Bufotes latastii (Boulenger 1882)

1880 wurde er von Albert Günther gebeten, am Natural History Museum in London zu arbeiten und dort die Amphibiensammlung zu katalogisieren. Durch diese Anstellung wurde Boulenger britischer Staatsbürger. 1882 wurde er wissenschaftlicher Mitarbeiter in der zoologischen Abteilung des Museums und behielt diese Position bis zu seinem Ruhestand im Jahre 1920. Nach seiner Pensionierung interessierte sich Boulenger für Rosen und veröffentlichte 34 Schriften über botanische Themen und ein zweibändiges Werk über die Rosen Europas.
Boulenger spielte Violine, sprach Deutsch, Französisch und Englisch und konnte Texte in Spanisch, Italienisch und Russisch lesen. Als Zoologe hatte er zudem Kenntnisse in Latein und Griechisch. Seine Arbeitsweise gilt als sehr methodisch, zudem sagt man Boulenger ein ausgezeichnetes Gedächtnis nach.
Bis 1921 hatte Boulenger 877 Schriften mit zusammen über 5000 Seiten sowie 19 Monographien über Fische, Amphibien und Reptilien veröffentlicht. Er lieferte die wissenschaftliche Beschreibung zu 1096 Fischarten, 556 Amphibienarten und 872 Reptilienarten. Obwohl von letzteren nur rund 580 Arten heute noch anerkannt werden, ist er damit der bei weitem produktivste Reptilienentdecker weltweit.
Boulengers Sohn Edward George Boulenger (1888–1946) war ebenfalls ein bekannter Herpetologe und von 1924 bis 1943 Direktor des Londoner Zoo-Aquariums.

## Ehrungen
1912 wurde er assoziiertes Mitglied der Académie royale des Sciences, des Lettres et des Beaux-Arts de Belgique. Seit 1916 war er korrespondierendes Mitglied der Académie des sciences. 1923 wurde Boulenger in die American Academy of Arts and Sciences gewählt. 1935 wurde er das erste Ehrenmitglied der American Society of Ichthyologists and Herpetologists. 1937 erhielt er den Leopoldsorden, die höchste Auszeichnung eines Zivilisten in Belgien.
Nach ihm wurden verschiedene Tiergattungen benannt, darunter die Schlangengattung Boulengerina, zu der die Kongo-Wasserkobra (Boulengerina christyi) gehört, und die Amphibiengattung Boulengerula aus der Gruppe der Schleichenlurche mit der Art Boulengerula boulengeri. Außerdem wurden mindestens 24 Reptilienarten nach Boulenger benannt.

## Veröffentlichungen (Auswahl)
- 1894 Catalogue of the Snakes in the British Museum (Natural History). Volume II. British Museum of Natural History London
- 1895 Catalogue of the Perciform Fishes in the British Museum. Centrachidae, Percidae and Serranideae. British Museum of Natural History London
- 1896 Catalogue of the Snakes in the British Museum (Natural History). Volume III. British Museum of Natural History London
- 1897 The Tailless Batrachians of Europe. Parts I & II. The Ray Society London
- 1903 Batraciens de la Guinee Espagnoles. Madrid
- 1905 A contribution to our knowledge of the varieties of the wall-lizard (Lacerta muralis) in Western Europe and North Africa. Transactions of the Zoological Society of London London
- 1910 Les batraciens et principalement ceux d'Europe. Octave Doin et Fils Paris
- 1912 A vertebrate fauna of the Malay Peninsula from the Isthmus of Kra to Singapore, including the adjacent islands. Reptilia and Batrachia. Taylor and Francis, London
- 1913 Snakes of Europe. Methuen London
- 1913 Second contribution to our knowledge of the varieties of the wall-lizard (Lacerta muralis). Transactions of the Zoological Society of London. London 135–230 IIXX
- 1916 On the lizards allied to Lacerta muralis, with an account of Lacerta agilis and L. parva. Transactions of the Zoological Society of London. London 104 VIII
- 1917 A revision of the lizards of the genus Tachydromus. Memoirs of the Asiatic Society of Bengal 207–234 II
- 1917 A revision of the lizards of the genus Nucras Gray. Annals of the South African Museum 195–216 II
- 1891 Catalogue of the Reptiles and Batrachians of Barbary (Morocco, Algeria, Tunisia) : based chiefly upon the notes and collections made in 1880–1884 by M. Fernand Lataste. Transactions of the Zoological Society of London. London
- 1920 Monograph of the Lacertidae, volume 1. British Museum of Natural History London
- 1921 Monograph of the Lacertidae, volume 2 British Museum of Natural History London
- 1921 Liste des publications Ichthyologiques et Herpétologiques (1877–1920). Annales de la Societé royale Zoologique de Belgique. 11-88
- 1921 Monograph of the Lacertidae, volume 1 Johnson Reprint (1966) New York / London
- 1921 Monograph of the Lacertidae, volume 2 Johnson Reprint (1966) New York / London
- Boulenger et al. 1923 A survey of the fauna of Iraq. Mammals, birds, reptiles, etc. made by members of the Mesopotamia Expeditionary Force „D“ 1915–1919. Bombay Natural History Society Iraq & London
- Boulenger et al. 1923 Étude sur les batraciens et les reptiles rapportés par M. Henri Gadeau de Kerville de son voyages zoologique es Syrie (avril–juin 1908). – Voyage zoologique d’Henri Gadeau de Kerville en Syrie (avril–juin 1908). Ballière & Sons Paris
- George Albert Boulenger im Internet Archive